# Предраг Јовановић (фудбалер)
Предраг Јовановић (Београд, 11. август 1965) бивши је југословенски и српски фудбалер.

## Клупска каријера
Рођен је у Београду 11. августа 1965. године. Играо је на позицији нападача. Наступао је за Марибор и Слободу из Тузле. Након тога је прешао 1991. године у Црвену звезду. Играо је на неколико утакмица Лиге шампиона у новом формату. Био је резерва на утакмици Суперкупа Европе 1991. године између Црвене звезде и екипе Манчестер јунајтеда. У дресу црвено−белих је освојио Првенство Југославије у сезони 1991/92. У Србији је играо још за Пролетер из Зрењанина и Железник.
У иностранству је играо за неколико клубова у Немачкој, Белгији и Швајцарској.

## Трофеји

### Црвена звезда
- Првенство Југославије : 1991/92.